# توماس فيكتور أندرسون
توماس فيكتور أندرسون هو عسكري كندي، ولد في 4 يوليو 1881، وتوفي في 1972.